# Конвенция Организации Объединённых Наций по борьбе с опустыниванием
Конвенция Организации Объединённых Наций по борьбе с опустыниванием в тех странах, которые испытывают серьезную засуху и/или опустынивание, особенно в Африке (англ. The United Nations Convention to Combat Desertification in Those Countries Experiencing Serious Drought and/or Desertification, Particularly in Africa, UNCCD) — конвенция ООН, созданная в целях объединения усилий государственных и общественных организаций на международном, региональном, национальном и местном уровнях по борьбе с опустыниванием, деградацией земель и смягчению последствий засухи.
Конвенция была принята в Париже 17 июня 1994 года в результате Конференции ООН по окружающей среде и развитию (ЮНСЕД) в Рио-де-Жанейро и вступила в силу 26 декабря 1996 года. По данным на 29 мая 2012 года Конвенция была ратифицирована 195 странами.

## История создания
В 1977 году Конференция Организации Объединённых Наций по опустыниванию приняла план действий по борьбе с опустыниванием. Тем не менее в 1991 году Программа ООН по окружающей среде (ЮНЕП) пришла к заключению, что проблема деградации земель в засушливых, полузасушливых и сухих субгумидных районах обострилась, несмотря на «местные примеры успеха».
В 1992 году в Рио-де-Жанейро состоялась Конференция ООН по окружающей среде и развитию, во время которой был рассмотрен новый интегрированный подход к проблеме опустынивания. В декабре 1992 года Генеральная ассамблея Организации Объединённых Наций приняла резолюцию 47/188 об учреждении Межправительственного комитета по ведению переговоров для подготовки Конвенции по борьбе с опустыниванием.
Конвенция была принята в Париже (Франция) 17 июня 1994 года, открылась для подписания 14-15 октября 1994 года и вступила в силу 26 декабря 1996 года, через 90 дней после получения пятидесятой ратификации.
2006 год был объявлен Международным годом пустынь и опустынивания Генеральной Ассамблеей ООН (резолюция 58/211 от 23 декабря 2003 года).
Период с января 2010 года по декабрь 2020 года объявлен Генеральной Ассамблеей Организации Объединенных Наций Десятилетием ООН, посвящённым пустыням и борьбе с опустыниванием. Его цель — содействие проведению мероприятий по охране засушливых земель (резолюция 62/195 от 2007 года).

## Страны-участницы
По данным Секретариата Конвенции на 29 мая 2012 года, участницами Конвенции являются 195 стран. Первой страной, ратифицировавшей Конвенцию, стала Мексика (03.04.1995), последней присоединившейся страной стала Эстония (08.05.2012).
28 марта 2013 года Канада стала первой страной, официально вышедшей из Конвенции. Однако три года спустя Канада отменила свой выход, повторно присоединившись к Конвенции 21 декабря 2016 года, в результате чего страна снова стала участником Конвенции 21 марта 2017 года.
Святой Престол (Ватикан) является единственным государством, которое не является участником Конвенции, но при этом имеет право присоединиться к ней.
Страны получают статус: «Затрагиваемые» (Affected) или «Развитые» (Developed). Согласно тексту Конвенции, «затрагиваемые страны» — это «страны, в которых поверхность суши включает целиком или частично затрагиваемые районы», в то время как «развитые страны — Стороны Конвенции» — «региональные организации экономической интеграции, учрежденные развитыми странами».

## Конференция Сторон
Конференция Сторон (The Conference of the Parties, COP) является высшим органом Конвенции. Она принимает в пределах своего мандата решения, необходимые для содействия её эффективного осуществления.
Она, в частности:
1. регулярно проводит обзор осуществления Конвенции и функционирования её договоренностей в свете опыта, накопленного на национальном, субрегиональном, региональном и международном уровнях и на основе развития научно-технических знаний;
2. поощряет и облегчает обмен информацией о мерах, принимаемых Сторонами, и определяет форму и график представления информации в соответствии со статьей 26, рассматривает доклады и выносит рекомендации по этим докладам;
3. учреждает такие вспомогательные органы, которые необходимы для осуществления Конвенции;
4. рассматривает доклады, представляемые её вспомогательными органами, и осуществляет руководство их деятельностью;
5. согласовывает и принимает на основе консенсуса правила процедуры и финансовые правила для себя и для любых вспомогательных органов;
6. принимает поправки к Конвенции в соответствии со статьями З0 и 31;
7. утверждает программу и бюджет своей деятельности и её вспомогательных органов и предусматривает необходимые организационные мероприятия для их финансирования;
8. по мере необходимости обращается за содействием к компетентным органам и учреждениям, носящим национальный, международный, межправительственный и неправительственный характер, и использует предоставляемые ими услуги и информацию;
9. поощряет и укрепляет связи с другими соответствующими конвенциями, избегая при этом дублирования усилий;
10. осуществляет также другие функции, которые могут быть необходимы для достижения целей Конвенции.

В октябре 1997 года в Риме (Италия) состоялась первая сессия Конференции Сторон.
- COP 1: Рим (Италия), с 29 сентября по 10 октября, 1997.
- COP 2: Дакар (Сенегал), с 30 ноября по 11 декабря, 1998.
- COP 3: Ресифи (Бразилия), с 15 по 26 ноября, 1999.
- COP 4: Бонн (Германия), с 11 по 22 декабря, 2000.
- COP 5: Женева (Швейцария), с 1 по 12 октября, 2001.
- COP 6: Гавана (Куба), с 25 августа по 5 сентября, 2003.
- COP 7: Найроби (Кения), с 17 по 28 октября, 2005.
- COP 8: Мадрид (Испания), с 3 по 14 сентября, 2007.
- COP 9: Буэнос-Айрес (Аргентина), с 21 сентября по 2 октября, 2009.
- COP 10: Кёнсан-Намдо (Южная Корея), с 10 по 20 октября, 2011.
- COP 11: Виндхук (Намибия), с 16 по 27 сентября, 2013.
- COP 12: Анкара (Турция), с 12 по 23 октября, 2015.
- COP 13: Ордос (Китай), с 6 по 16 сентября, 2017.
- COP 14: Нью-Дели (Индия), с 2 по 13 сентября, 2019.

Начиная с 2001 года сессии Конференции Сторон проводятся с интервалом в два года, перемежаясь с заседаниями Комитета по рассмотрению осуществления Конвенции (КРОК) (Committee for the Review of the Implementation of the Convention, CRIC).

## Комитет по науке и технике
В рамках статьи 24 текста Конвенции был учрежден Комитет по науке и технике — вспомогательный орган Конференции Сторон. Его ключевой задачей является представление информации и консультаций по научно-техническим вопросам, относящимся к борьбе с опустыниванием и смягчению последствий засухи.
Сессии Комитета по науке и технике проводятся совместно с сессиями Конференции Сторон, носят многодисциплинарный характер и открыты для участия всех Сторон.
В его состав входят представители правительств, имеющие компетенцию в соответствующих областях знаний.

## Секретариат Конвенции
Постоянный Секретариат Конвенции был назначен во время первой сессии Конференции Сторон (COP 1) в Риме в 1997 году. С 1999 года Секретариат расположен в Бонне (Германия).
В основные обязанности Секретариата входит организация сессий Конференции Сторон и её вспомогательных органов, учреждаемых в соответствии с Конвенцией, и представление им необходимых услуг. Секретариат занимается сбором и передачей представленных ему докладов, а также координирует свою деятельность с секретариатами других соответствующих международных органов и конвенций (например, Рамочная конвенция ООН об изменении климата, Конвенция о биологическом разнообразии).
Одно из важных направлений деятельности Секретариата Конвенции — оказание помощи затрагиваемым развивающимся странам-Сторонам Конвенции, особенно в Африке, по их просьбе, в сборе и передаче информации, требуемой в соответствии с Конвенцией.